# Atymna reticulata
Atymna reticulata är en insektsart som beskrevs av Ball. Atymna reticulata ingår i släktet Atymna och familjen hornstritar. Inga underarter finns listade i Catalogue of Life.